# Barysjnja-krestjanka
Barysjnja-krestjanka (russisk: Барышня-крестьянка) er en russisk spillefilm fra 1995 af Aleksej Sakharov.

## Medvirkende
- Jelena Korikova som Jelizaveta Muromskaja
- Dmitrij Sjjerbina som Aleksej Berestov
- Leonid Kuravljov som Grigorij Muromskij
- Vasilij Lanovoj som Ivan Berestov
- Jekaterina Rednikova som Nastja